# Amphiprion akindynos
Amphiprion akindynos är en fiskart som beskrevs av Allen 1972. Amphiprion akindynos ingår i släktet Amphiprion och familjen Pomacentridae. Inga underarter finns listade i Catalogue of Life.

## Bildgalleri

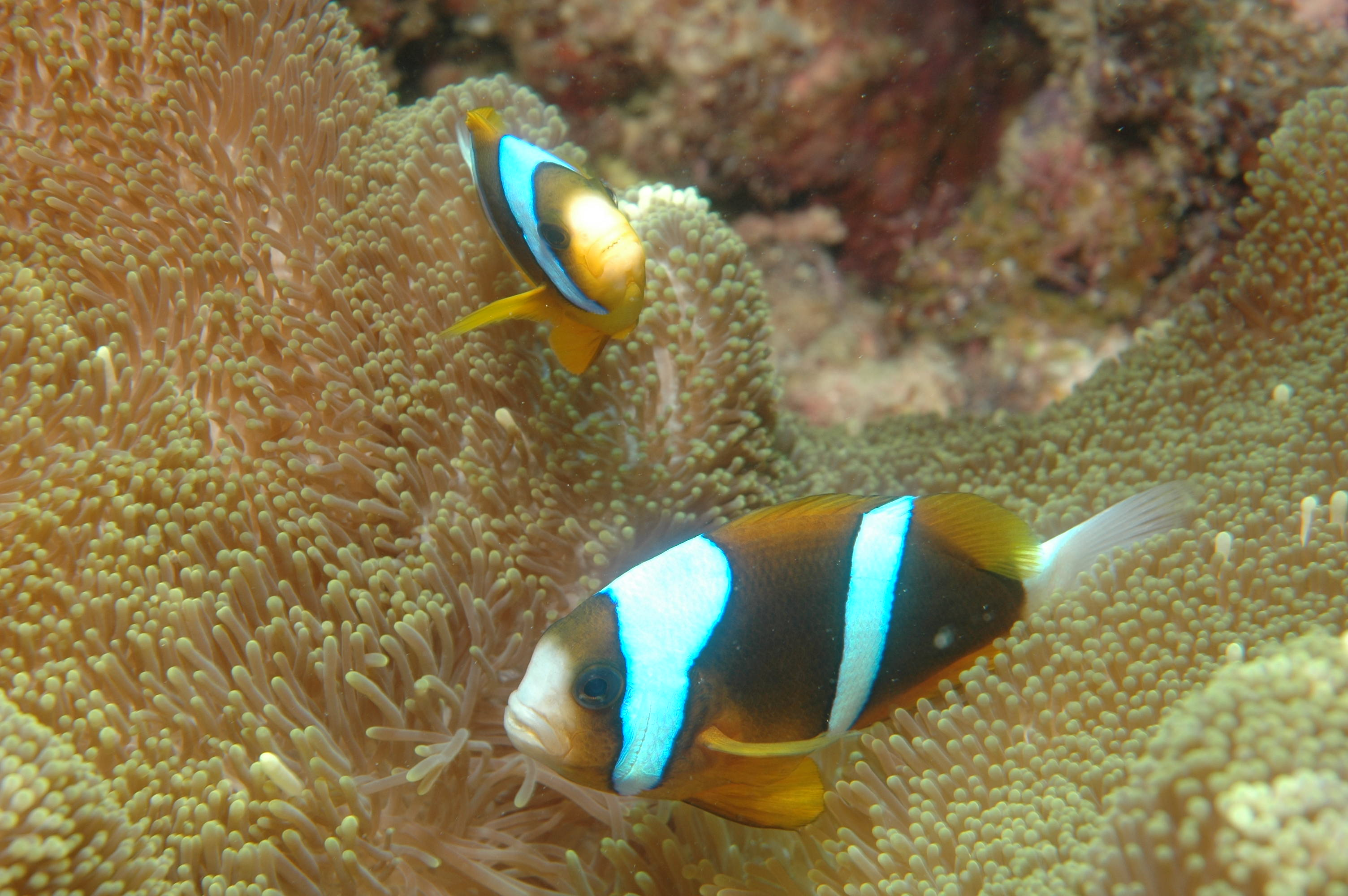
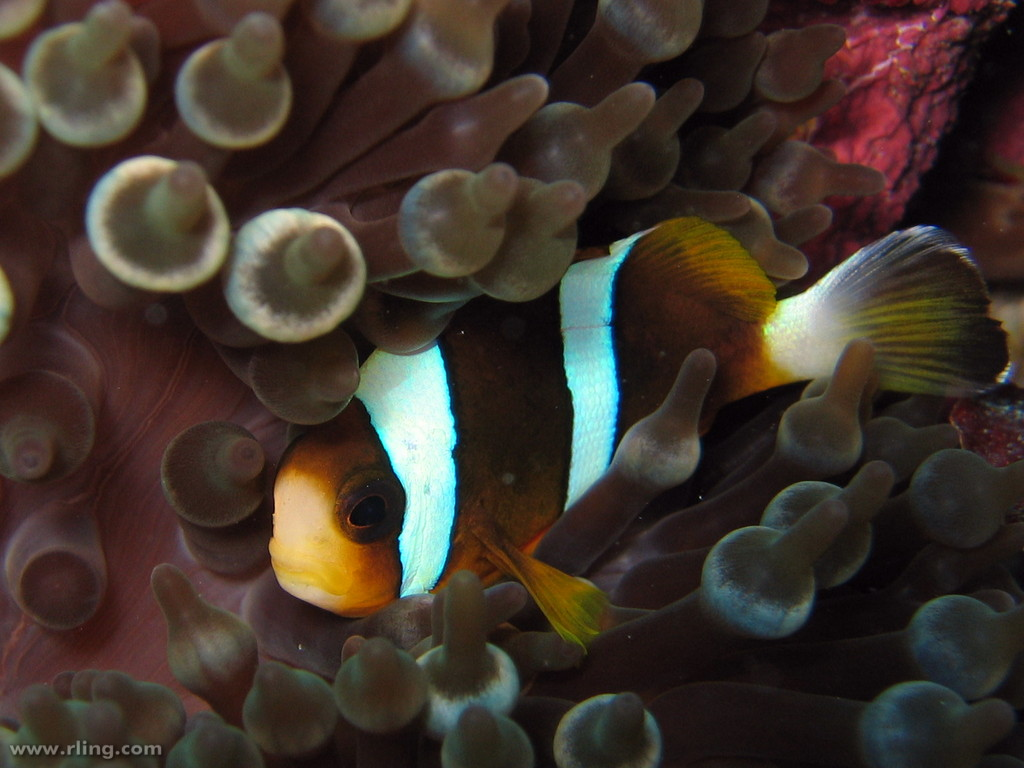